# Vuelta al País Vasco
Vuelta al País Vasco (bask. Euskal Herriko Itzulia, ang. Itzulia Basque Country) – wieloetapowy wyścig kolarski rozgrywany od 1924 w Kraju Basków – wspólnocie autonomicznej Hiszpanii. Od 2005 należy do najważniejszego cyklu wyścigów kolarskich – najpierw UCI ProTour, a następnie UCI World Tour.
Wyścig Dookoła Kraju Basków rozgrywany był w latach 1924–1930, później odbyła się jeszcze edycja w 1935, po czym został on na stałe wznowiony w 1969 – od tego czasu odbywa się corocznie. Rekordzistami wyścigu w liczbie triumfów w klasyfikacji generalnje są José Antonio González oraz Alberto Contador, którzy zwyciężali w tej imprezie czterokrotnie.

## Zwycięzcy
Opracowano na podstawie:
| Rok  | Pierwsze                   | Drugie                     | Trzecie                 |          |
| ---- | -------------------------- | -------------------------- | ----------------------- | -------- |
| 1924 | Francis Pélissier          | Henri Pélissier            | Charles Lacquehay       |          |
| 1925 | Auguste Verdijck           | Joseph Pe                  | Marcel Bidot            |          |
| 1926 | Nicolas Frantz             | Ottavio Bottecchia         | Victor Fontan           |          |
| 1927 | Victor Fontan              | André Leducq               | Lucien Buysse           |          |
| 1928 | Maurice De Waele           | André Leducq               | Mariano Cañardo         |          |
| 1929 | Maurice De Waele           | Marcel Bidot               | Nicolas Frantz          |          |
| 1930 | Mariano Cañardo            | Antonin Magne              | Jean Aerts              |          |
| 1935 | Gino Bartali               | Dante Gianello             | Julián Berrendero       |          |
| 1969 | Jacques Anquetil           | Francisco Gabica           | Mariano Díaz            |          |
| 1970 | Luis Pedro Santamarina     | Jesús Aranzabal            | Andrés Gandarias Albizu |          |
| 1971 | Luis Ocaña                 | Raymond Poulidor           | Miguel María Lasa       |          |
| 1972 | José Antonio González      | Jesús Manzaneque           | Jesús Esperanza         |          |
| 1973 | Luis Ocaña                 | José Antonio González      | Domingo Perurena        |          |
| 1974 | Miguel María Lasa          | Jesús Manzaneque           | Luis Ocaña              |          |
| 1975 | José Antonio González      | Jesús Manzaneque           | Agustín Tamames         |          |
| 1976 | Gianbattista Baronchelli   | Francisco Javier Elorriaga | Joaquim Agostinho       |          |
| 1977 | José Antonio González      | Paul Wellens               | Jean-Pierre Baert       |          |
| 1978 | José Antonio González      | José Enrique Cima          | José Nazabal            |          |
| 1979 | Giovanni Battaglin         | Vicente Belda              | Miguel María Lasa       |          |
| 1980 | Alberto Fernández Blanco   | Miguel María Lasa          | Marino Lejarreta        |          |
| 1981 | Silvano Contini            | Mario Beccia               | Marino Lejarreta        |          |
| 1982 | José Luis Laguía           | Julián Gorospe             | Francesco Moser         |          |
| 1983 | Julián Gorospe             | Roberto Visentini          | Marino Lejarreta        |          |
| 1984 | Sean Kelly                 | Faustino Rupérez           | Marino Lejarreta        |          |
| 1985 | Pello Ruiz Cabestany       | Greg LeMond                | Marino Lejarreta        |          |
| 1986 | Sean Kelly                 | Maurizio Rossi             | Federico Echave         |          |
| 1987 | Sean Kelly                 | Rolf Gölz                  | Julián Gorospe          |          |
| 1988 | Erik Breukink              | Luc Suykerbuyk             | Julián Gorospe          |          |
| 1989 | Stephen Roche              | Federico Echave            | Jesús Blanco Villar     |          |
| 1990 | Julián Gorospe             | Rolf Gölz                  | Miguel Indurain         |          |
| 1991 | Claudio Chiappucci         | Johan Bruyneel             | Pēteris Ugrjumovs       |          |
| 1992 | Tony Rominger              | Raúl Alcalá                | Mikel Zarrabeitia       |          |
| 1993 | Tony Rominger              | Rolf Sørensen              | Alex Zülle              |          |
| 1994 | Tony Rominger              | Jewgienij Bierzin          | Claudio Chiappucci      |          |
| 1995 | Alex Zülle                 | Laurent Jalabert           | Tony Rominger           |          |
| 1996 | Francesco Casagrande       | Pascal Hervé               | Abraham Olano           |          |
| 1997 | Alex Zülle                 | Laurent Jalabert           | Marco Pantani           |          |
| 1998 | Íñigo Cuesta               | Laurent Jalabert           | Alex Zülle              |          |
| 1999 | Laurent Jalabert           | Wladimir Belli             | Davide Rebellin         |          |
| 2000 | Andreas Klöden             | Danilo Di Luca             | Laurent Jalabert        |          |
| 2001 | Raimondas Rumšas           | José Alberto Martínez      | Marcos Serrano          |          |
| 2002 | Aitor Osa                  | David Etxebarria           | Gonzalo Bayarri         |          |
| 2003 | Iban Mayo                  | Tyler Hamilton             | Samuel Sánchez          |          |
| 2004 | Dienis Mieńszow            | Iban Mayo                  | David Etxebarria        |          |
| 2005 | Danilo Di Luca             | Davide Rebellin            | Alberto Contador        |          |
| 2006 | José Ángel Gómez Marchante | Alejandro Valverde         | Antonio Colom           |          |
| 2007 | Juan José Cobo             | Ángel Vicioso              | Samuel Sánchez          |          |
| 2008 | Alberto Contador           | Cadel Evans                | Thomas Dekker           |          |
| 2009 | Alberto Contador           | Samuel Sánchez             | Cadel Evans             |          |
| 2010 | Chris Horner               | Beñat Intxausti            | Joaquim Rodríguez       |          |
| 2011 | Andreas Klöden             | Chris Horner               | Robert Gesink           |          |
| 2012 | Samuel Sánchez             | Joaquim Rodríguez          | Bauke Mollema           |          |
| 2013 | Nairo Quintana             | Richie Porte               | Sergio Henao            |          |
| 2014 | Alberto Contador           | Michał Kwiatkowski         | Jean-Christophe Péraud  |          |
| 2015 | Joaquim Rodríguez          | Sergio Henao               | Ion Izagirre            |          |
| 2016 | Alberto Contador           | Sergio Henao               | Nairo Quintana          |          |
| 2017 | Alejandro Valverde         | Alberto Contador           | Ion Izagirre            |          |
| 2018 | Primož Roglič              | Mikel Landa                | Ion Izagirre            |          |
| 2019 | Ion Izagirre               | Daniel Martin              | Emanuel Buchmann        |          |
| 2020 | odwołany                   | odwołany                   | odwołany                | odwołany |
| 2021 | Primož Roglič              | Jonas Vingegaard           | Tadej Pogačar           |          |
| 2022 | Daniel Felipe Martínez     | Ion Izagirre               | Aleksandr Własow        |          |
| 2023 | Jonas Vingegaard           | Mikel Landa                | Ion Izagirre            |          |
| 2024 | Juan Ayuso                 | Carlos Rodríguez           | Mattias Skjelmose       |          |
| 2025 |                            |                            |                         |          |

## Osiągnięcia Polaków
Najlepszym rezultatem osiągniętym w wyścigu Vuelta al País Vasco przez Polaka było 2. miejsce w klasyfikacji generalnej zajęte przez Michała Kwiatkowskiego w 2014 roku. Rok później ten sam kolarz zajął 8. lokatę.